# Július Hudáček
Július Hudáček (Spišská Nová Ves, 9 agosto 1988) è un hockeista su ghiaccio slovacco.

## Palmarès

### Mondiali
- 1 medaglia:
  - 1 argento (Finlandia/Svezia 2012)